# 중앙동 (제천시)
중앙동(中央洞)은 대한민국 충청북도 제천시의 행정동이다. 2011년 1월 1일부터 기존의 명칭인 중앙의림명동을 인성동으로 변경하였으며, 2017년 1월 1일부로 동 명칭을 인성동에서 중앙동으로 변경하였다.

## 개요
중앙동은 제천시의 중심부에 위치하고 있다. 기관 및 단체가 밀집된 곳으로, 중앙시장과 15개 금융기관이 위치한 상권 중심지이다. 주민의 70% 이상이 상업 및 서비스업에 종사, 의림동은 주거지역과 상업지역이 혼합되어 있으며, 고속 및 직행버스터미널이 위치하고 있다. 유동인구 및 타동거주 주민들의 직업권역이다.
- 관아 터 : 조선시대 제천현의 동헌(東軒)이 있었다. 현재 지번 주소로 제천시 중앙로2가 88번지 지역이다.
- 객사 터 : 조선시대 제천현의 객사(客舍)이 있었다. 중앙공원 남쪽의 제천문화원이 있는 곳으로, 동헌 서남쪽이다.

## 법정동
- 중앙로1가(中央路1街)
- 중앙로2가(中央路2街)
- 명동(明洞)
- 의림동(義林洞)

## 교육
- 의림초등학교